# Luigi Nono
Pour les articles homonymes, voir Luigi Nono (homonymie).

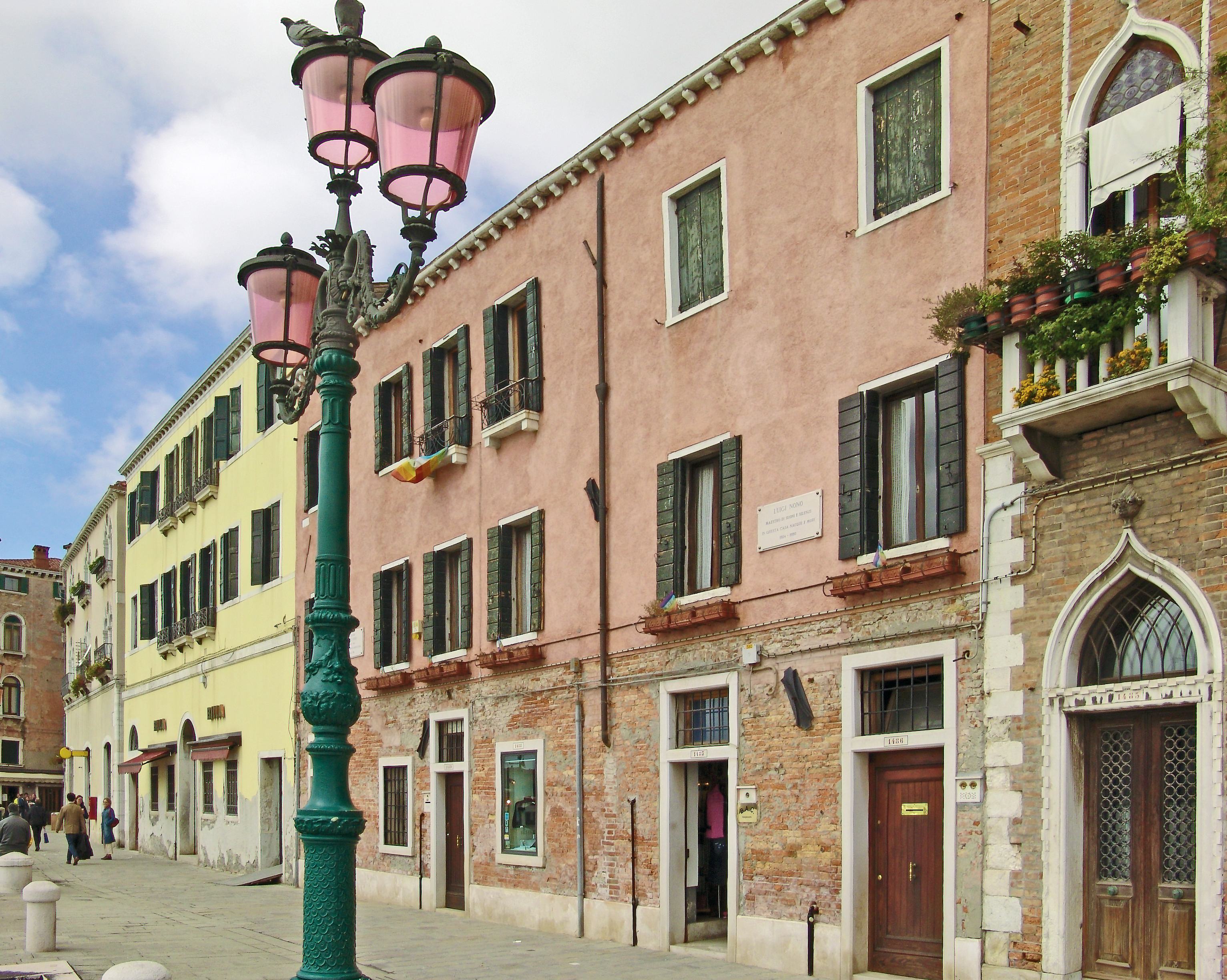
Maison natale de Luigi Nono à Venise, Dorsoduro, Zattere al ponte Lungo

Luigi Nono, né le 29 janvier 1924 à Venise (Italie) et mort le 8 mai 1990 dans la même ville, est un compositeur italien de musique contemporaine.

## Biographie
Ses parents lui donnent le prénom du grand-père paternel, le peintre Luigi Nono, représentant important de l'école vénitienne du XIXe siècle.
Nono rencontre Gian Francesco Malipiero en 1941 et commence à suivre ses cours de composition au Conservatoire Benedetto Marcello de Venise. Il entame parallèlement des études de droit à l'université de Padoue. En 1946, ses études de droit achevées, Nono fait la connaissance à Rome de Luigi Dallapiccola et de Bruno Maderna. Ce dernier devient rapidement un ami et un aîné admiré. Deux ans plus tard, il assiste avec Maderna aux cours de direction d'orchestre donnés à Venise par Hermann Scherchen.
En 1952, Nono rejoint le Parti communiste italien (PCI). Son engagement communiste, en réalité marqué par le communisme révolutionnaire, ne sera ébranlé que par les événements de mai 1968 qui conduiront à la radicalisation de certains groupes d'extrême gauche, passant à l'action terroriste.
En mars 1954, Nono rencontre Nuria Schönberg, la fille d'Arnold Schönberg, à Hambourg où il assiste à la première mondiale, en version concertante, de l'opéra Moïse et Aaron du compositeur autrichien disparu trois ans auparavant. Nono épouse Nuria en 1955. Le couple aura deux filles :
- Silvia, née en 1959, traductrice, ex-compagne du metteur en scène Nanni Moretti et mère de son fils Pietro
- Serena Bastiana, née en 1964, sculptrice et peintre.

Nono et sa famille s'installent sur l'île de Giudecca (Venise) en 1956.

## Parcours musical
De 1950 à 1960, Nono participe à l’Internationale Ferienkurse für Neue Musik (Université d'été internationale pour la nouvelle musique) à Darmstadt, qui lui permet de rencontrer notamment Edgar Varèse et Karlheinz Stockhausen. D'abord étudiant, il enseignera avec Maderna à partir de 1956. Les œuvres de cette première période comprennent : Polifonica-Monodica-Ritmica (1950), Epitaffio per Federico García Lorca (1952-1953), La victoire de Guernica (1954) et Liebeslied (« Chant d'amour », 1954). En 1954, Nono participe à un colloque sur les nouvelles techniques de composition au Elektroakustische Experimentalstudio fondé par Hermann Scherchen à Gravesano. Il rejette progressivement l'approche analytique du sérialisme pour préserver l'intégrité du phénomène musical : Incontri (« Rencontres », 1955), Il canto sospeso (« Le Chant suspendu », 1956) et Cori di Didone (« Chœurs de Didon », 1958). À Darmstadt en 1959, sa conférence Presenza storica nella musica d’oggi (« Présence historique dans la musique d'aujourd'hui ») est violemment controversée et provoque sa rupture avec Stockhausen.
Sa musique d'avant-garde est aussi l'expression d'une révolte contre la culture bourgeoise, concrétisée par son engagement communiste révolutionnaire. Il évite d'ailleurs la plupart des concerts traditionnels, auxquels il préfère l'opéra et la musique à l'usine. Il a fréquemment recours aux textes politiques dans ses œuvres, qui sont souvent ouvertement politiques. Ainsi, Il canto sospeso s'élabore sur les lettres de victimes de l'oppression durant la Seconde Guerre mondiale et lui vaut une renommée internationale. Cette connotation politique se retrouve également dans La fabbrica illuminata (« L'Usine illuminée », 1964), Ricorda cosa ti hanno fatto ad Auschwitz (« Rappelle-toi ce qu'ils t'ont fait à Auschwitz », 1966), Non consumiamo Marx (« Ne consommons pas Marx », 1969), Ein Gespenst geht um in Europa (« Un spectre hante l'Europe », 1971, allusion directe à Karl Marx et au début du Manifeste du parti communiste), Siamo la gioventù del Vietnam (« Nous sommes la jeunesse du Vietnam », 1973), et le fameux Al gran sole carico d'amore (« Au grand soleil chargé d'amour », 1975). Nono met également en musique des textes ou de la poésie, notamment de Cesare Pavese, Federico García Lorca, Pablo Neruda ou Paul Éluard.
Dès 1954, Nono s'intéresse à la musique électronique. Ses premières compositions incluant un travail sur bande magnétique datent du début des années 1960, avec Omaggio a Vedova, pour bande magnétique en 1960 et Intolleranza 1960 pour solistes, chœur, chœur sur bande magnétique et orchestre en 1961. Il écrira plus tard notamment Como una ola de fuerza y luz pour soprano, piano, orchestre et magnétophone (1972), ... sofferte onde serene... pour piano et magnétophone (1976), ou encore Al gran sole carico d'amore.
Après 1980, Nono travaille au Experimentalstudio der Heinrich Strobel-Stiftung des Südwestfunks à Fribourg-en-Brisgau où il se tourne alors résolument vers la musique électronique en direct ou aléatoire. Il s'intéresse particulièrement aux propriétés du son en tant que tel. Cette nouvelle approche se traduit par des œuvres telles que Quando Stanno Morendo. Diario polacco no 2 (1982), Guai ai gelidi mostri (1983), Omaggio a György Kurtág (1983) et avec éclat dans son dernier opéra Prometeo. Tragedia dell'ascolto (1984).

## Œuvres
- Variazioni canoniche sulla serie dell’op. 41 di Arnold Schönberg, pour orchestre, 1949

### 1950-1959
- Polifonica - Monodia - Ritmica, pour 6 instruments et percussions, 1950
- Composizione per orchestra (no 1), pour orchestre, 1951
- Epitaffio per Federico García Lorca no 1 : España en el corazón, pour soprano, baryton, chœur récitant et instruments, 1951
- Epitaffio per Federico García Lorca no 2 : Y su sangre ya viene cantando, pour flûte et petit orchestre, 1952
- Epitaffio per Federico García Lorca no 3 : Memento. Romance de la Guardia civil española pour voix récitante, chœur parlé et orchestre, 1953
- Due espressioni, pour orchestre, 1953
- La victoire de Guernica, chants d'après Paul Éluard pour chœur et orchestre, 1954
- Der rote Mantel (« Le manteau rouge »), ballet, 1954
- Der rote Mantel suite no 1 (« Le manteau rouge, suite N° 1 »), pour soprano, baryton, chœur et orchestre, 1955
- Der rote Mantel suite no 2, pour orchestre, 1955
- Musique de scène pour Comme il vous plaira de William Shakespeare, pour baryton et 5 instruments, 1954
- Liebeslied, pour chœur mixte et instruments, dédiée à sa femme Nuria, 1954
- Canti per 13, pour 13 instruments, 1955
- Incontri, pour 24 instruments, 1955
- Il canto sospeso pour soprano, alto, ténor, chœur mixte et orchestre, 1956
- Varianti, pour violon solo, bois et cordes, 1957
- La terra e la compagna, chants d'après Cesare Pavese pour soprano, ténor, chœur et instruments, 1957
- Piccola gala notturna veneziana in onore dei 60 anni di Heinrich Strobel, pour	14 instruments, 1958
- Cori di Didone, pour chœur et percussions, 1958
- Composizione per orchestra (no 2) : Diario polacco ‘58 (Journal polonais de 1958), pour orchestre, 1959

### 1960-1969
- Sarà dolce tacere (« Ce sera un doux silence »), chant pour 8 solistes, d'après « La terra e la morte » de Cesare Pavese, 1960
- « Ha venido ». Canciones para Silvia, pour soprano et chœur de 6 sopranos, 1960
- Omaggio a  Vedova (« Hommage à Vedova »), pour bande magnétique, 1960
- Intolleranza 1960,	action en deux tableaux d'après une idée d'Angelo Maria Ripellino, pour solistes, chœur, chœur sur bande magnétique et orchestre, 1961
- Canti di vita e d’amore : Sul Ponte di Hiroshima, pour	soprano, ténor et orchestre, 1962
- Canti di vita e d’amore :Djamila Boupacha : monodie a cappella pour soprano solo
- Canciones a Guiomar, pour soprano, chœur de femmes à 6 voix et instruments, 1963
- Da un diario italiano, pour 2 chœurs, 1964
- La fabbrica illuminata, pour voix et bande magnétique sur des textes de Giuliano Scabia et Cesare Pavese, 1964
- Musique de scène pour Die Ermittlung de Peter Weiss, pour bande magnétique, 1965
- Ricorda cosa ti hanno fatto in Auschwitz, pour bande magnétique, 1966
- A floresta é jovem e cheja de vida, pour soprano, 3 voix récitantes, clarinette, feuille métallique et bande magnétique, sur un texte de Giovanni Pirelli, 1966
- Per Bastiana - Tai-Yang Cheng, pour bande magnétique et orchestre en 3 groupes, 1967
- Contrappunto dialettico alla mente, pour bande magnétique, 1968
- Musica - Manifesto no 1 : Un volto, del mare pour soprano, voix récitante et bande magnétique, sur un texte de Cesare Pavese 1969
- Musica-manifesto no 2 : Non consumiamo Marx, pour bande magnétique, 1969
- Musiche per Manzù (musique de film), bande magnétique, 1969
- Suite de concert de l’Intolleranza 1960, pour soprano, chœur et orchestre, 1969

### 1970-1979
- Y entonces comprendió, pour bande magnétique, 3 soprani, 3 voix récitantes et chœur, sur un texte de Carlos Franqui, 1970
- Ein Gespenst geht um in der Welt, pour soprano, chœur et orchestre, sur des textes de Karl Marx, Celia Sánchez et Haydée Santamaria, 1971
- Como una ola de fuerza y luz, pour soprano, piano, orchestre et bande magnétique, 1972
- Siamo la gioventù del Vietnam,	pour chœur à une voix,	1973
- Per Paul Dessau, pour bande magnétique, 1974
- Al gran sole carico d'amore (« Au grand soleil d'amour chargé »), action en deux tableaux(entré au répertoire de l'opéra), pour solistes, grand chœur et petit chœur, orchestre et bande magnétique, 1975
- ...sofferte onde serene..., pour piano et bande magnétique, 1976
- Fragments de Al gran sole carico d'amore pour solistes, chœur, orchestre et bande magnétique, 1976
- Con Luigi Dallapiccola, pour 6 percussionnistes, quatre tourne-disques, trois modulateurs en anneau et amplification, 1979

### 1980-1989
- Fragmente - Stille, an Diotima, pour quatuor à cordes, 1980
- Das atmende Klarsein, Fragmente, pour flûte basse, bande magnétique, et électronique ad libitum, 1981
- Io, frammento dal Prometeo, pour 3 soprani, petit chœur, flûte basse, clarinette contrebasse et électronique, sur un texte de Massimo Cacciari, 1981
- Quando stanno morendo. Diario polacco no 2, pour	4 voix de femmes, flûte, violoncelle et électronique, sur des textes de Czesław Miłosz, Boris Pasternak, Velimir Khlebnikov, Endre Ady, Alexandre Blok, adaptation de Massimo Cacciari, 1982
- ¿Donde estàs, hermano?, pour 2 soprani, une mezzo-soprano et une contralto, 1982
- Omaggio a György Kurtág, pour contralto, flûte, clarinette, tuba et électronique, 1983
- Guai ai gelidi mostri, pour 2 contralti, flûto, clarinette, tuba, alto, violoncelle, contrebasse et électronique, sur un texte de Massimo Cacciari, 1983
- Prometeo. Tragedia dell'ascolto, pour 2 soprani, 2 contralti, ténor, 2 voix récitantes, flûte basse, clarinette contrebasse, trombone, alto, violoncelle, contrebasse, 2 joueurs de verres, chœur de solistes, 4 groupes orchestraux et électronique, 1984
- A Carlo Scarpa, architetto, ai suoi infiniti possibili, pour orchestre à microintervalles, 1984
- A Pierre. Dell'azzurro silenzio, inquietum, flûte basse, clarinette contrebasse et électronique, 1985
- Risonanze erranti. Liederzyklus a Massimo Cacciari, pour mezzosoprano, flûte basse, tuba, percussions, et électronique, 1986
- No hay caminos, hay que caminar... Andrej Tarkovskij, pour 7 groupes instrumentaux et vocaux, 1987
- Caminantes... Ayacucho, pour contralto, flûte basse, orgue, 2 chœurs, orchestre (en trois groupes) et électronique, sur un texte de Giordano Bruno, 1987
- Découvrir la subversion. Hommage à Edmond Jabès (composition incomplète), pour	contralto, basse, voix récitante, flûte, cor, tuba et dispositif électro-acoustique, 1987
- Post-prae-ludium no 1 « per Donau », pour tuba en fa et électronique, 1987
- La lontananza nostalgica utopica futura. Madrigale per più caminantes con Gidon Kremer, pour violon solo et huit bandes magnétiques, 1988
- Post-prae- ludium no 3 « BAAB-ARR » (composition incomplète), pour flûte piccolo et électronique, 1988
- « Hay que caminar », soñando, pour 2 violons, 1989

## Film portant sur Luigi Nono
Le Quatuor des Possibles (1992), film documentaire d'Edna Politi, qui évoque en particulier la composition du Quatuor Fragmente-Stille an Diotima de Luigi Nono.